# Couronne suédoise
La couronne suédoise (suédois : krona, pluriel : kronor, code ISO SEK) est l'unité monétaire principale de la Suède depuis 1873. La couronne est subdivisée en 100 öre, mais la dernière pièce en öre a été retirée de la circulation en septembre 2010.

## Histoire
L'introduction de la couronne, qui a remplacé le riksdaler (le thaler d'État), est un résultat de l'Union monétaire scandinave entrée en vigueur en 1873 et qui dura jusqu'à la Première Guerre mondiale. Son nom était krona en Suède et krone en Norvège et au Danemark (tous ces pays parlent des langues très voisines). Lors de la dissolution de l'Union, les trois États scandinaves conservèrent le même nom pour leurs trois devises nationales, devenues distinctes. Aucun de ces trois pays n'a à ce jour adopté l'euro, contrairement à la Finlande.

## Taux de conversion

Taux de change de la couronne suédoise face à l'euro, depuis 1999, indiquant une dégradation du cours de celle-ci depuis 2012.

Contrairement à la couronne danoise, la couronne suédoise n'est pas ancrée à l'euro. Ses variations face à la monnaie européenne connaissent donc une certaine amplitude. Depuis 1999, la couronne suédoise a évolué autour d'une parité de 10 couronnes pour 1 euro, avec une amplitude -20% à +20%.

## La Suède et l'euro

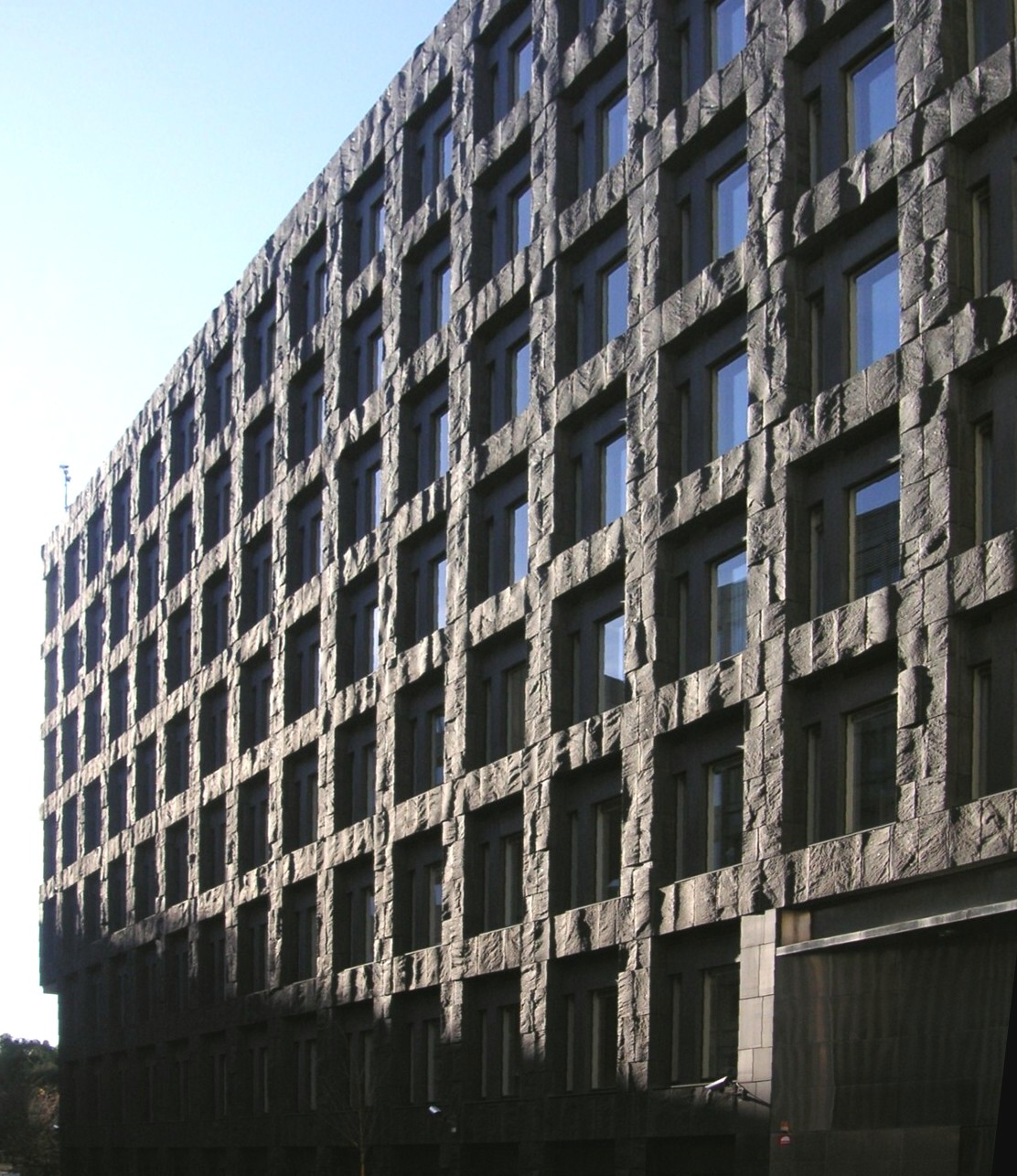
La Riksbankshuset, siège de la banque centrale de Suède à Stockholm.

Membre de l'Union européenne depuis le 1er janvier 1995, la Suède a reporté d'année en année son entrée dans l'Union économique et monétaire. La Suède remplissait alors les critères économiques définis dans le traité. Par référendum, les Suédois ont pour le moment renoncé à adopter l'euro, malgré le traité de Maastricht qui les y contraint juridiquement.
Le 14 septembre 2003, les Suédois ont, à nouveau, par référendum, rejeté l'euro par 56,1 % de « non », avec un taux de participation de 81,2 % — puisque (voir détail dans l'entrée euro), la Suède bloque techniquement sa participation au MCE II pour ne pas être obligée ensuite d’adopter la monnaie unique.
Lors d'un sondage en mai 2007, 33,3 % de la population était pour alors que 53,8 % s'y opposait et que 13,0 % n'avait pas d'avis sur la question. Les Suédois sont très attachés à leur monnaie que beaucoup considèrent comme le symbole de la souveraineté du pays. Un sondage effectué en avril 2009 montrait pour la première fois une majorité du oui par rapport au non dans l'hypothèse d'un référendum. En revanche les sondages conduits par SCB depuis ont tous montré une défiance grandissante par rapport à l'euro.
Vingt ans après le référendum, les Suédois demeurent attachés à la couronne suédoise, en dépit d'une crise monétaire liée à la dépréciation de la monnaie nationale. En septembre 2023, selon un sondage Ipsos pour le quotidien Dagens Nyheter, 47 % des Suédois sont contre l'adoption de l'euro, 30 % y sont favorables et 13 % ne s'expriment pas. Ce sondage intervient alors que la couronne a atteint son niveau le plus bas historique par rapport à l'euro en août 2023.

## Les pièces en circulation
Les pièces ayant cours légal en Suède sont :
- toutes les pièces de 1 couronne produites depuis 2016[7],
- toutes les pièces de 2 couronnes produites depuis 2016[8],
- toutes les pièces de 5 couronnes produites depuis 2016[9],
- toutes les pièces de 10 couronnes produites depuis 1991[10],
- ainsi que diverses pièces commémoratives dont les valeurs faciales varient entre deux et plusieurs milliers de couronnes[11],[12],[13].

Les pièces de 2 couronnes ne sont plus frappées entre 1971 et 2016. Les pièces de 1, 2, 5, 10, 25 et 50 öre ont été progressivement démonétisées entre 1972 et 2010.
De nouvelles pièces de 1, 2 et 5 couronnes sont entrées en circulation en 2016, rendant les anciennes pièces obsolètes depuis 2017.

## Les billets en circulation
En 2015 et 2016, de nouveaux billets de banque sont mis en circulation. Dessinés par Göran Österlund, ils ont été présentés par la banque centrale de Suède début 2012. Ils ont des valeurs faciales de 20, 50, 100, 200, 500 et 1 000 couronnes.
| Série 2016 | Série 2016     | Série 2016 | Série 2016                     | Série 2016               |
| Image      | Dénomination   | Couleur    | Recto                          | Verso                    |
| ---------- | -------------- | ---------- | ------------------------------ | ------------------------ |
|            | 20 couronnes   | Violet     | La romancière Astrid Lindgren. | La province de Småland.  |
|            | 50 couronnes   | Orange     | Le musicien Evert Taube.       | La province de Bohuslän. |
|            | 100 couronnes  | Bleu       | L'actrice Greta Garbo.         | La ville de Stockholm.   |
|            | 200 couronnes  | Vert       | Le réalisateur Ingmar Bergman. | L'ile de Gotland.        |
|            | 500 couronnes  | Rouge      | La cantatrice Birgit Nilsson.  | La province de Scanie.   |
|            | 1000 couronnes | Gris-brun  | Le diplomate Dag Hammarskjöld. | La province de Laponie.  |